# Wyspy Vanuatu
Zestawienie wysp Vanuatu uwzględnia jednostki administracyjne (prowincje) w granicach, których się one znajdują. Wyspy są pogrupowane w archipelagi (jeśli występują), uszeregowane od północy ku południu. Ich łączna liczba wynosi 83.
- prowincja Torba
  - Torres Islands (archipelag): pow. 117,57 km²; 826 mieszkańców (2009), gęst. zaludn. 7,03 os./km²
    - Hiw – pow. 50,6 km²; dł. 13,5 km; szer. 4,5 km; Mount Wonvara 366 m n.p.m.; 269 mieszkańców (2009); 13°08′38″S 166°34′05″E/-13,143889 166,568056
    - Metoma – pow. 3 km²; 13 mieszkańców (2009); 13°12′29″S 166°36′13″E/-13,208056 166,603611
    - Tegua – pow. 30,7 km²; Tawaten 300 m n.p.m.; 58 mieszkańców (2009); 13°14′38″S 166°37′37″E/-13,243889 166,626944
    - Ngwel – pow. 0,07 km²; dł. 500 m; szer. 200 m; 4 m n.p.m.; niezamieszkana; 13°15′08″S 166°35′10″E/-13,252222 166,586111
    - Linua – pow. 2,5 km²; dł. 2,7 km; szer. 900 m; 26 m n.p.m.; niezamieszkana; 13°19′36″S 166°37′55″E/-13,326667 166,631944
    - Lo – pow. 11,9 km²; dł. 6 km; szer. 1,8 km; 155 m n.p.m.; 210 mieszkańców (2009); 13°21′02″S 166°38′40″E/-13,350556 166,644444
    - Toga – pow. 18,8 km²; Mount Lemeura 240 m n.p.m.; 276 mieszkańców (2009); 13°24′59″S 166°41′49″E/-13,416389 166,696944

  - Wyspy Banksa (archipelag)
    - Vet Tagde – pow. 0,24 km²; dł. 920 m; szer. 380 m; 76 m n.p.m.; niezamieszkana; 13°15′33″S 167°38′34″E/-13,259167 167,642778
    - Ureparapara – pow. 39 km²; dł. 8,3 km; szer. 7,7 km; Mount Tow Lap 764 m n.p.m.; 437 mieszk. (2009); 13°32′S 167°20′E/-13,533333 167,333333
    - Rowa Islands (Reef Islands)
      - Enwut – niezamieszkana
      - Lemeur

    - Vanua Lava – pow. 334,3 km²; dł. 24 km; szer. 19 km; Mount Suretamate 921 m n.p.m.; 2597 mieszkańców (2009); 13°48′S 167°28′E/-13,800000 167,466667
      - Kwakea – obecnie niezamieszkana; 13°53′S 167°36′E/-13,883333 167,600000
      - Leneu
      - Nawila
      - Ravenga

    - Gaua (Santa Maria Island) – pow. 342 km²; dł. 21 km; szer. 20 km; Mount Gharat 797 m n.p.m.; 2491 mieszkańców (2009); 14°15′54″S 167°31′12″E/-14,265000 167,520000
    - Mota – pow. 9,5 km²; dł. 5 km; szer. 4,5 km; Mount Tawe 411 m n.p.m.; 683 mieszkańców (2009); 13°50′40″S 167°41′25″E/-13,844444 167,690278
    - Mota Lava (Saddle) – pow. 24 km²; 411 m n.p.m.; 1640 mieszkańców (łącznie z wysepką Ra, 2009); 13°42′S 167°39′E/-13,700000 167,650000
      - Ra (wyspa) – pow. 0,5 km²; 189 mieszkańców (2009); 13°42′58″S 167°37′48″E/-13,716111 167,630000

    - Merig – pow. 0,5 km²; dł. 800 km; linia brzegowa 2,2 km; 125 m n.p.m.; 12 mieszkańców (2009); 14°19′S 167°48′E/-14,316667 167,800000
    - Merelava – pow. 18 km²; średnica 4,5 km; Mount Teu 883 m n.p.m.; 647 mieszkańców (2009); 13°27′35″S 168°02′31″E/-13,459722 168,041944
- prowincja Sanma
- prowincja Penama
- prowincja Malampa
- prowincja Shefa
- prowincja Tafea